# Bazilika sv. Marije Velike
Bazilika svete Marije Velike (tal.: Basilica di Santa Maria Maggiore) antička je katolička bazilika u Rimu, građena u starokršćanskom stilu. Jedna je od četiri velike ili papinske bazilike koje su se nekad označavale, zajedno s bazilikom Sv. Lovre izvan zidina, pet "patrijarhalnih bazilika" Rima, povezana s pet drevnih patrijarhalnih sjedišta kršćanstva (Pentarhija). Ostale tri papinske ili velike bazilike su: bazilika sv. Petra, bazilika sv. Ivana Lateranskog i bazilika sv. Pavla izvan zidina. Najveća je marijanska crkva u Rimu.
Po legendi iz 13. stoljeća, u noći 3. kolovoza 352. Gospa se ukazala tadašnjem papi Liberiju i rimskome patriciju Ivanu. U tom ukazanju naredila im je da joj u čast izgrade crkvu na mjestu koje će biti obilježeno snijegom. Snijeg je pao 5. kolovoza na Eskvilinu, jednom od sedam rimskih brežuljaka. Papa Liberije je osobno obilježio granice buduće bazilike, te po njemu nosi i naziv Liberijanska bazilika. Naknadno ju je preuredio papa sv. Siksto III., te ju je posvetio Presvetoj Bogorodici u spomen Efeškog sabora (na kojem je donesena dogma o Marijinom Bogomajčinstvu). U njoj se nalazi najstariji prikaz (mozaik) Gospe Snježne iz 1308. Zvonik ove bazilike najviši je od svih zvonika rimskih crkava.
U bazilici u kojoj je slavljena prva božnićna noćna misa, nalaze se: najvažnija marijanska ikona Salus Populi Romani koja se predajom pripisuje svetom Luki Evanđelistu, zatim relikvija svetih Jaslica u kojima je bio položen Isus, te ostatci svetih Mateja i Jeronima. U njoj su grobovi sedam papa (Klement VIII., Klement IX., Honorije III., Nikola IV., Pavao V., Pio V. te Siksto V.). Prema osobnoj želji, kao osmi papa u njoj je pokopan i papa Franjo. Između ostalih, u njoj je pokopan i kipar, graditelj i slikar Gian Lorenzo Bernini, graditelj kolonade na Trgu svetog Petra.
Prema Lateranskim ugovorima između Svete Stolice i Italije iz 1929., bazilika se nalazi na teritoriju Republike Italije i nije dio teritorija Vatikana, no crkva je u potpunome vlasništvu Svete Stolice. Italija je pravno obvezna priznati potpuna vlasnička prava i priznati "imunitet koji međunarodno pravo pruža sjedištima diplomatskih predstavnika stranih država". Drugim riječima, kompleks građevina ima status koji je donekle sličan statusu stranog veleposlanstva.

## Vanjske poveznice
- Santa Maria Maggiore (engl.)